# Tongerlo (havezate)

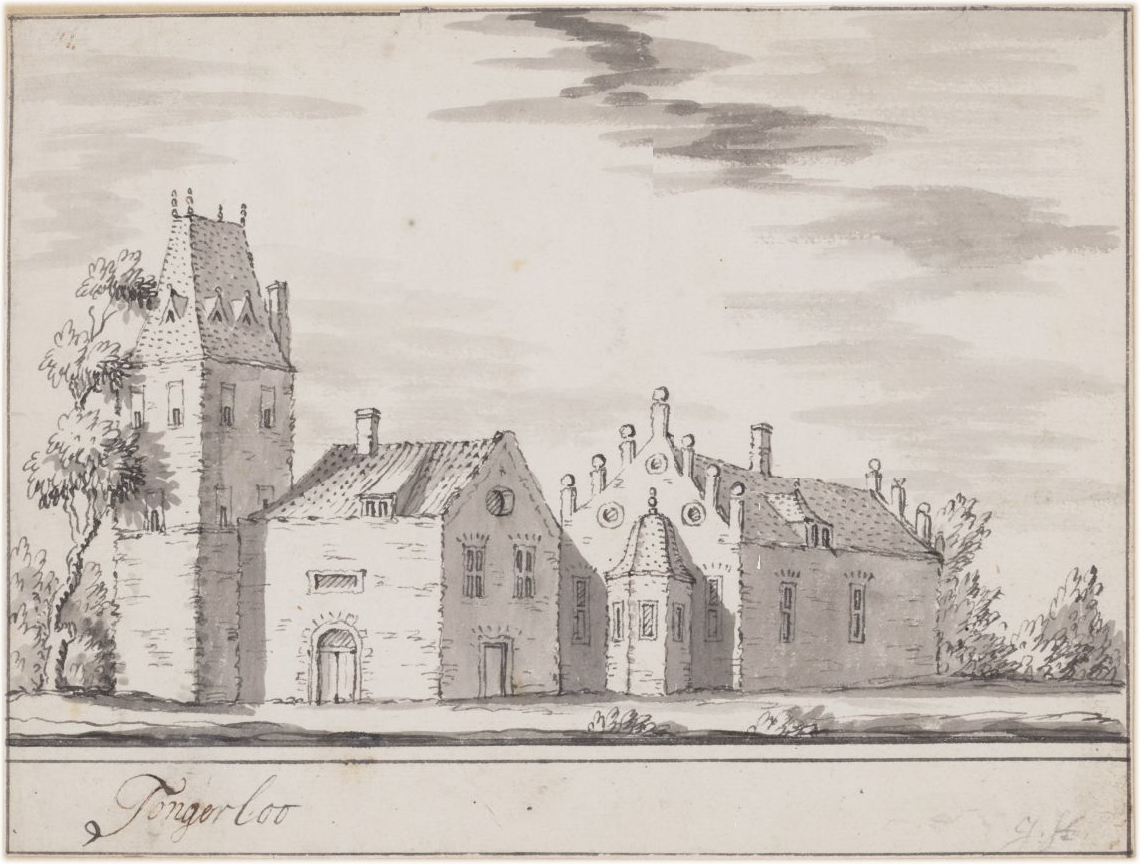
Tongerlo op een prent uit circa 1650.

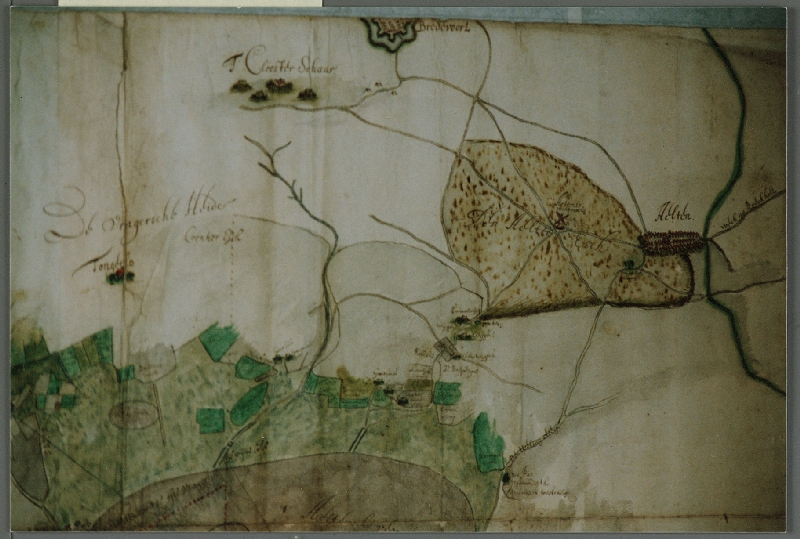
Tongerlo op een oude kaart uit 1634

Het huis en landgoed Tongerlo was een nooit als dusdanig erkende havezate (versterkt huis) in de gemeente Oost Gelre en lag 3 kilometer ten zuidoosten van Lichtenvoorde en 3 kilometer ten noordwesten van Bredevoort. Het behoorde toen tot het dorp Vragender.

## Geschiedenis
Tongerlo wordt het eerst genoemd in 1399. Het is dan een leengoed van de heren Steinfurt. Van 1421 tot 1485 is het bezit van de heren van Diepenbrock. In de tweede helft van de 16de eeuw gaat de havezate over in handen van de adellijke familie de Rode van Heeckeren. Het goed wordt in deze tijd van oorlog meerdere keren geplunderd. Johan is van 1606 tot 1625 richter van Borculo. Zijn zoon, Bernt, wordt in 1634 richter van Lichtenvoorde. Zijn zoon, Herman Johan, is gedwongen om in 1677 de havezate Tongerlo te verkopen aan Gerrit Heckink, een van zijn vele schuldeisers. Dan wordt in 1694 het goed verkocht aan de Zutphense burgemeester Arnoldus Wentholt. Uit een 18e-eeuwse advertentie van zijn moeder, Johanna Hadewich Rauwerts en weduwe van Dirk Joost Wentholt, blijkt dat het huis beschikt over zeven kamers, een keuken, een aparte schuur met daarin een stal voor twee paarden, hof en boomgaard, visrijke gracht. Hierna erft de nieuwe echtgenoot van de weduwe van Arnoldus Wentholt, richter en landschrijver van de heerlijkheid Lichtenvoorde, Isaac van der Meer de Walcheren, het goed en havezate.
Zijn zoon Jan verkoopt het goed in 1831 aan J.H.A. van Basten Batenburg, arts, koopman en burgemeester van Lichtenvoorde. Dit buitengoed was voor hem en zijn gezin een geliefkoosd zomerverblijf en werd gebruikt voor de jacht. Tot in de jaren zeventig van de 19e eeuw werd het huis soms ook verhuurd. Als gevolg van de Kulturkampf (1871-1887) werden Duitse kloostergemeenschappen verdreven en bood Tongerlo van november 1875 tot en met 1876 onderdak aan de zusters Clarissen uit Düsseldorf.
Begin 19e eeuw wordt nog gesproken over een 'galgenbelt' en een tweede gracht bij huis Tongerlo. In de 19e eeuw lag het huis Tongerlo aan een rechte oprijlaan met eikenbomen en een houten brug over de gracht bij het huis. Het is dan een 19e-eeuws herenhuis (deur in het midden, twee ramen rechts en twee links) met twee woonlagen en een zolder met dakkapel boven de voordeur.

## Sloop
Voor 1895 wordt huis Tongerlo gesloopt en in 1907 wordt het landgoed Tongerlo in opdracht van mr W.H.J.T. van Basten Batenburg geveild. De naam Tongerlo en haar bewoners leven thans voort in een woonwijk te Lichtenvoorde waar de bewoners van Tongerlo in de straatnamen worden genoemd.
Aalst · Aardenburg · Acquoy · Aerdt · Agistaldaburg · Ahof · Aldenhaag · Aller · Ambe · Ammersoyen · Ampsen · Andelst · Angeroyen · Appelburg · Appelse walburg · Appeltern · Arler · Baak · Babberich · Baer · Baerle · Bakerbosch · Balgoij · Barlham · Batenburg · Beek · Beerenclaauw · Bemmel · Bevervoorde · Bergh · Biljoen · Bingerden · Blankenborg (Laren) · Blankenborg · Blauwe Huis · Blokhuis (Ravenswaaij) · Boelenham · Boetselaersborg · Borculo · Boswaai · Brakel · Den Brakel · Den Bramel · Bredevoort · Broekhuizen · Bronkhorst · Bruchem · Bruinhorst · Brunsberg · Bulkestein · Bunswaard · Burcht van Tiel · Buren · De Buurse · Byland · Byvanck · Caetshage · Camphuysen · De Cannenburch · de Cloese · Coldenhove · Culemborg · Dedinckweerd · Delwijnen · Didam · Diepenbroek · Hof te Dieren · Huis Dijck · Dikke Tinne · Doddendaal · Dodewaard · Doornenburg · Doornik · Doorwerth · Dooyenburg · Dorth · Doseburg · Drakenburg · Dreumel · Druten · Duivelshuis · Eerbeek · De Ehze · Elburg · Eldrik · Emmerik · Engelenburg · Groot Engelenburg · Engelrode · Enghuizen · Enspijk · De Essenburgh · Essenpas · Est · Fokkinck · Gameren · Geerestein · Geldermalsen · De Gelderse Toren · Geldersweerd · Gellicum · Gendt · Gennepestein · Glindhorst · Goudenstein · ‘s-Grevenhoef · Groot Hell · Groenlo · Groesbeek · Huis te Groesbeek · Grunsfoort · Gulden Spijker · Hackfort · Hackforts Veenhuis · Hagen · Hagevoort · Hamerden · Hanepol · Harreveld · Harslo · Hassink · Het Haveke · Hedel · Heeckeren · De Heegh · Hees · De Heest · Hellouw · Hemmen · Hernen · Motte van Hernen · Heumen · Heusden · Hoekelum · Hoekenburg · De Hoeve · De Hof · Hof d'Ooy · Hof van Arkel · Huis het Holt · Holthuis · Het Holtslag · Ter Horst · Houberg · St. Hubertus · Huissen · Hulhuizen · Hulkestein · Hulsen · Hunneschans bij De Duno · Hunneschans bij Uddel · Jonker Bloo · 't Joppe · De Kamp · Karssenberg · Kemnade · Keppel · Kermestein · Kernhem · Kervel · Kiefskamp · De Kinkelenburg · Klein Enghuizen · Kleverburg · Kortenhoeve · Laag Helbergen · Lakenburg · Landfort · Langen · Latenstein · De Lathmer · Lathum · Ter Lede · Leegpoel · Leemcuyl · Leeuwen · Leeuwenbergh · Lensenburg · Lent · Leur · Leuvenum · Leyenburg · Lichtenvoorde · Lievenstein · Loenen · Loevestein · Loil · Loowaard · Luynhorst · Hof te Maasbommel · Magerhorst · Malburgen · Malderburcht · Malsen · Manhorst · Marhulsen · De Marsch · Marveld · Mathena · Maurik · Medel · Medestein · 't Medler · Meinerswijk · De Mellard · Mensink · Mergelp · Meteren · 't Meyerink · Middachten · Millingen · Mussenberg · Nagelhorst · Nederhagen · Nederhemert · Neerijnen · Huis Neerijnen · De Nesch · Nettelhorst · Nieuwe Blokhuis ·  Nijburg · Nijenbeek · Old Putten · Notenstein · Nye Huis · Olde Spijker · Oldenaller · Oldenhof (Driel) · Oldenhof (Heteren) · De Ooij · Oolde · Oud Oolde · Oosterhout · Ophemert · Opijnen · Oud Ampsen · Oude Blokhuis · Het Oude Loo · Oude Voorst · Oudenborch · Oud-Wisch · Huis te Overasselt · Overeng · Overhagen · Overlaar · 't Oye · Palmestein · De Parck · Persingen · Plekenpol · Ploen · Pluimenburg · Poederoijen · Poelwijck · Poelwijk · De Pol (Dreumel) · Huis de Poll (Huis te Gietelo) · De Poll (Huissen) · Pollenbering · Pollenstein · Puttenstein · Het Raasink · Ravenhorst · De Rees · Ressen · Reuversweerd · Reygersfoort · Rhijnestein · Huis Rijswijk · Rode Toren · Roode Wald · Rosande · Rosendael · Rossum · Rumpt · Ruurlo · Rijsselt · Schadewijk · Schaffelaar · Scherpenzeel · Schoonbroek · Schoonderbeek · Schoonenburg · Schuilenburg · Schuilkerke · Hof te Seelbeek · Sevenaer I · Sevenaer II · Sinderen (Oude IJsselstreek) · Sinderen (Voorst) · Slangenburg · Sleeburg · Slimsijp · De Snor · Soelen · Spaansweerd · Spaldorp · Spijk · Staverden · Sterkenburg · Swanepol · Tarthorst · Teisterbant (Kerk-Avezaath) · Teisterbant (Kerkdriel) · Ter Dicke · Tolhuis · Tolhuis (Tiel) · Tollenburg · Tongerlo · Toren van Wely · Tuil · Ubbergen · Uilenburg (Ewijk) · Uilenburg (Heteren) · Ulenpas · Ulft · Upladen · Valburg · Valkhofburcht · Valkhofpalts · Vanenburg · Varik · Hof te Varsseveld · 't Velde · Velhorst · Verwolde · Vierakker · De Voorst · Voorstonden · Vorden · Vosbergen · Vredenburg · Vredestein (Driel) · Vredestein (Ravenswaaij) · Vuren · Waardenburg · Waddestein · Wadenoijen · Waede · Wageningen · Walfort · 't Waliën · De Wardt · Watergoor · Watermeerwijk · Wayenstein (Huis te Herwijnen) · Well (Huis van Malsen) · Weijenrade · Westenburg · Westerholt · Weurt · De Wiersse · Wijenburg (Echteld) · De Wildenborch · De Wildt · Wilp · Wilperhorst · Winssen · Wisch · Wychen · Wolfswaard · Woolbeek · Yrst · IJzendoorn · Zeeland · Zilveren Spijker · Zuilichem · Zwaluwenburg · Zwanenburg (Heerde) · Zwanenburg (Megchelen)